# کمیته المپیک ارمنستان
کمیته ملی المپیک ارمنستان (ارمنی: Հայաստանի ազգային օլիմպիական կոմիտե (ARMNOC) مسئولیت مشارکت ارمنستان در بازی‌های المپیک را بر عهده دارد. این سازمان ورزشی در سال ۱۹۹۰ بنیانگذاری شد و در سال ۱۹۹۳ به عضویت کمیته بین‌المللی المپیک درآمد و مقر آن در ایروان می‌باشد. این سازمان ورزشی همچنین عضو کمیته المپیک اروپا نیز می‌باشد.

## فهرست رئیسان

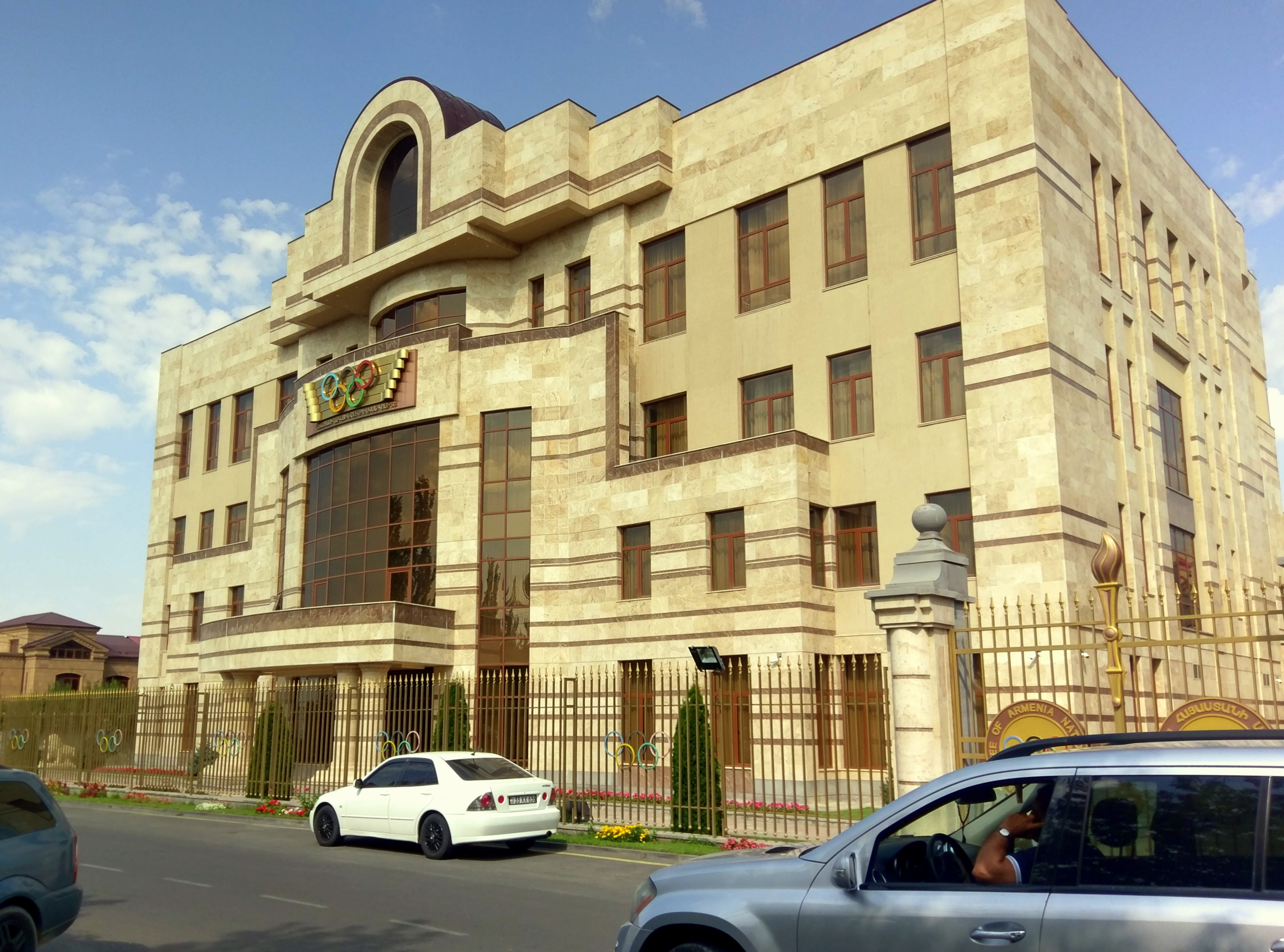

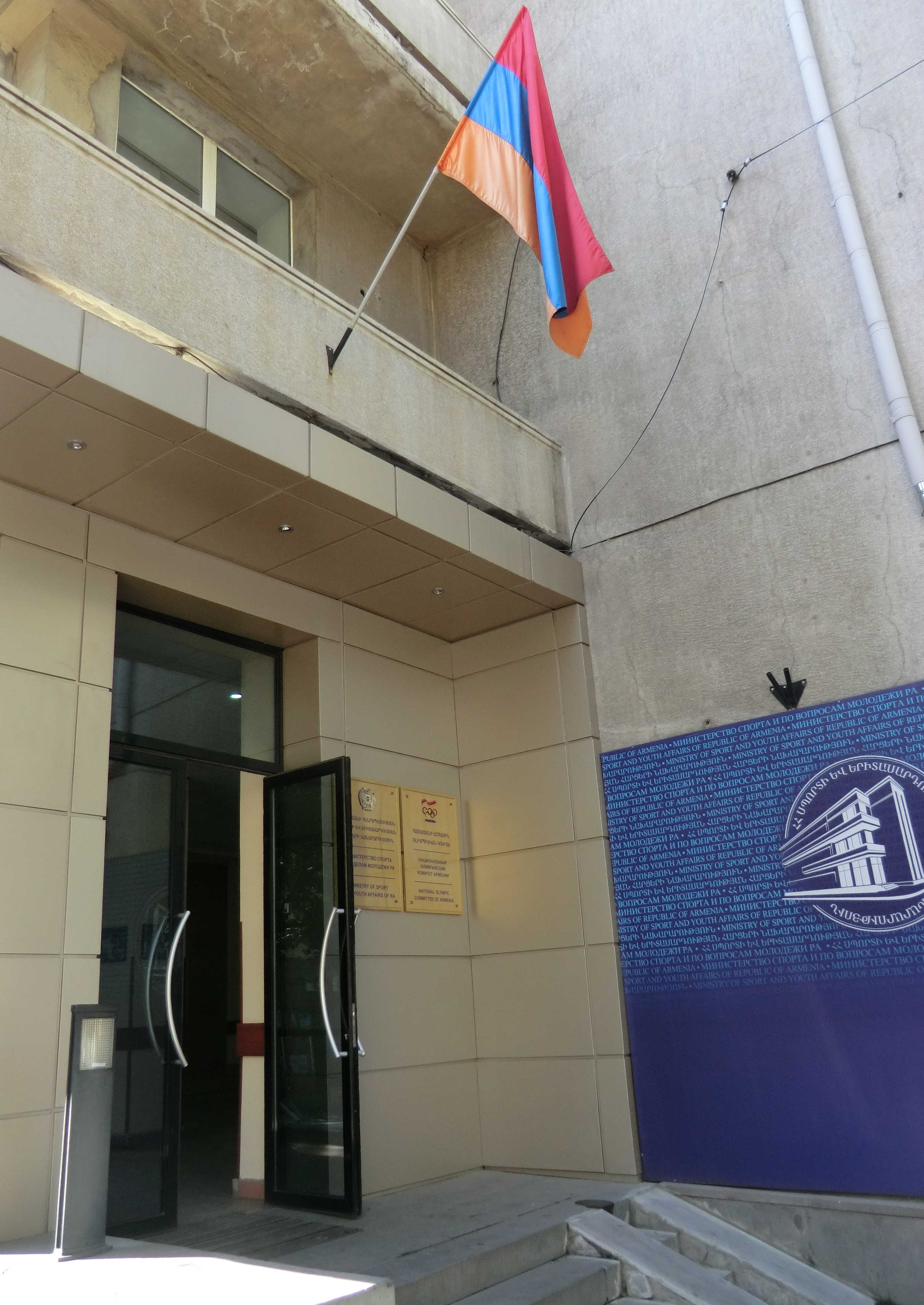
دفتر سابق کمیته ملی المپیک ارمنستان در ایروان

- روبن هاکوبیان[الف] (۱۹۹۰–۱۹۹۳)
- روبن توروسیان[ب] (۱۹۹۳–۱۹۹۴)
- آلکسان آوتیسیان[پ] (۱۹۹۴–۱۹۹۹)
- بنور پاشایان (۱۹۹۹–۲۰۰۰)
- ایشخان زاکاریان (۲۰۰۰–۲۰۰۵)
- گاگیک تساروکیان (۲۰۰۵–اکنون)

## فدراسیون‌های عضو
- فدراسیون تیراندازی ارمنستان
- فدراسیون ملی تیراندازی با کمان ارمنستان
- فدراسیون دو و میدانی ارمنستان
- فدراسیون بدمینتون ارمنستان
- فدراسیون بسکتبال ارمنستان
- فدراسیون ورزش دوگانه ارمنستان
- فدراسیون بوکس ارمنستان
- فدراسیون قایق‌رانی بادبانی ارمنستان
- فدراسیون شطرنج ارمنستان
- فدراسیون دوچرخه‌سواری ارمنستان
- فدراسیون شیرجه ارمنستان
- فدراسیون سوارکاری ارمنستان
- فدراسیون شمشیربازی ارمنستان
- فدراسیون اسکیت نمایشی ارمنستان
- فدراسیون فوتبال ارمنستان
- فدراسیون ژیمناستیک ارمنستان
- فدراسیون هندبال ارمنستان
- فدراسیون جودو ارمنستان
- فدراسیون کاراته ارمنستان
- فدراسیون هنرهای رزمی ارمنستان
- فدراسیون ملی پنج‌گانه مدرن ارمنستان
- فدراسیون راگبی ارمنستان
- فدراسیون سامبو ارمنستان
- فدراسیون قایق‌رانی بادبانی ارمنستان
- فدراسیون تیراندازی ارمنستان
- فدراسیون اسکی ارمنستان
- فدراسیون شنا ارمنستان
- فدراسیون شنای موزون ارمنستان
- فدراسیون تنیس روی میز ارمنستان
- فدراسیون تکواندو ارمنستان
- فدراسیون تنیس ارمنستان
- فدراسیون ووشوی سنتی ارمنستان
- فدراسیون ورزش سه‌گانه ارمنستان
- فدراسیون والیبال ارمنستان
- فدراسیون واترپلو ارمنستان
- فدراسیون وزنه‌برداری ارمنستان
- فدراسیون کشتی ارمنستان

## یادداشت
1. ↑  Ռուբեն Հակոբյան
2. ↑  Ռաֆայել Թորոյան
3. ↑  Ալեքսան Ավետիսյան